# West Memphis
West Memphis je největší město v Crittenden County, v Arkansasu, Spojené státy americké. Ve městě žije přibližně 25 tisíc obyvatel, což z něj dělá 20. největší město státu. Rozloha činí 73,9 km². Je součástí metropolitní oblasti Memphisu, se kterým zároveň sousedí. Nachází se u řeky Mississippi.

## Rodáci
- Sid Eudy (1960–2024) – americký profesionální wrestler